# هوى
الهوى مصدر هواه إذا أحبه واشتهاه وجمعه الأهواء، ثم سمي به المهوي المشتهى محمودا كان أو مذموما، ثم غلب على غير المحمود. وقيل هو ميلان النفس إلى ما تستلذه من الشهوات من غير داعية الشرع.